# Walhain
Walhain (valonă Walin) este o comună francofonă din regiunea Valonia din Belgia. Comuna este formată din localitățile Walhain, Nil-Saint-Vincent-Saint-Martin și Tourinnes-Saint-Lambert. Suprafața totală este de 37,94 km². La 1 ianuarie 2008 comuna avea o populație totală de 6.160 locuitori. 